# Adesmia rubroviridis
Adesmia rubroviridis är en ärtväxtart som beskrevs av Arturo Erhardo Erardo Burkart. Adesmia rubroviridis ingår i släktet Adesmia och familjen ärtväxter. Inga underarter finns listade i Catalogue of Life.